# R.I.P.D. Agenci z zaświatów
R.I.P.D. Agenci z zaświatów (ang. R.I.P.D.) – amerykański film akcji z 2013 roku w reżyserii Roberta Schwentke. Wyprodukowany przez Universal Pictures. Film powstał na podstawie komiksu Petera M. Lenkova pt. Rest in Peace Department.
Światowa premiera filmu miała miejsce 19 lipca 2013 roku, natomiast w Polsce premiera filmu odbyła się 9 sierpnia 2013 roku.

## Fabuła
Policjant Nick Walker (Ryan Reynolds) zostaje zabity podczas rutynowej akcji przeciwko handlarzom narkotyków. Po śmierci trafia przed sąd, od którego dostaje specyficzną ofertę – albo zgodzi się odpokutować 100 lat w służbie Wydziału ds. Wiecznego Odpoczynku (R.I.P.D.), albo czeka go sąd w życiu pozagrobowym. Nick, który chce odnaleźć i ukarać swego zabójcę oraz spotkać się znowu ze swoją ukochaną żoną, wybiera pierwszą opcję. Zostaje skierowany na szkolenie, podczas którego poznaje szeryfa Roya Pulsiphera (Jeff Bridges). Doświadczony policjant walczy nie tylko z przestępcami, ale i z własną przeszłością, w tym m.in. z... lękiem przed kojotami. Obaj panowie muszą pokonać początkową niechęć, by razem szukać dusz, które – chcąc uniknąć sądu – wmieszały się między żywych i wymierzać im sprawiedliwość. Wkrótce wpadają na trop spisku, który może doprowadzić do wygaśnięcia życia na Ziemi. Roy i Nick robią wszystko, by zachować równowagę między żywymi a umarłymi.

## Obsada
- Jeff Bridges jako Roy Pulsipher[6]
- Ryan Reynolds jako Nick Walker[7]
- Kevin Bacon jako Bobby Hayes[8]
- Mary-Louise Parker jako Mildred Proctor[9]
- Robert Knepper jako Stanley Nawlicki
- Stephanie Szostak jako Julia Walker[10]
- James Hong jako dziadek Jerry Chen, wcielenie Nicka #1[11]
- Mike O’Malley jako Elliot[11]
- Marisa Miller jako Opal Pavlenko, wcielenie Roya[12]
- Devin Ratray jako Pulaski
- Matt McColm jako policjant

i inni